# Marie-Alexandre Alophe
Marie-Alexandre Alophe, également connu sous le pseudonyme d'Adolphe Menut, né Adolphe Marie Alexandre Menut le 7 juin 1811 à Paris et mort le 4 août 1883 à Mehun-sur-Yèvre (Cher), est un peintre, lithographe et photographe français.

## Biographie
Adolphe Marie Alexandre Menut naît le 7 juin 1811 à Paris.
Il se forme dans les ateliers des peintres Camille Roqueplan et Paul Delaroche à l'école des beaux-arts de Paris. Ses lithographies se caractérisent par une douce sensualité ce qui le fit bien accepter par le public contemporain. En tant que photographe il se distingue principalement par des scènes de genre.
Formé à la photographie par Gustave Le Gray il reprend son atelier du boulevard des Capucines après le départ définitif de ce dernier pour l'Orient en 1860, s'appropriant indûment ses négatifs et faisant travailler le personnel que Le Gray avait formé. Il cherche à profiter de la notoriété de Le Gray, sans pour autant parvenir à faire prospérer l'entreprise, qui passe après la guerre de 1870 successivement entre les mains de Fontaine et Van Bosch.
Marie-Alexandre Alophe meurt le 4 août 1883 à Mehun-sur-Yèvre (Cher).

## Œuvre
- Nemours, Château-Musée : Portrait de Madame Desfini, fusain sur papier, 49 x 32 cm. 2013.0.149.

Portraits de musiciens - Lithographies de Marie-Alexandre Alophe
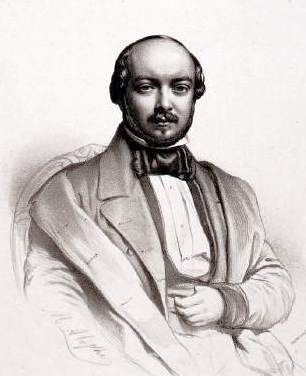
Félix Godefroid, Paris, Bibliothèque nationale de France.
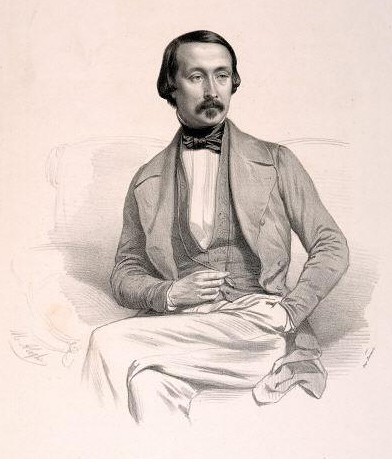
Félix Le Couppey, Paris, Bibliothèque nationale de France.
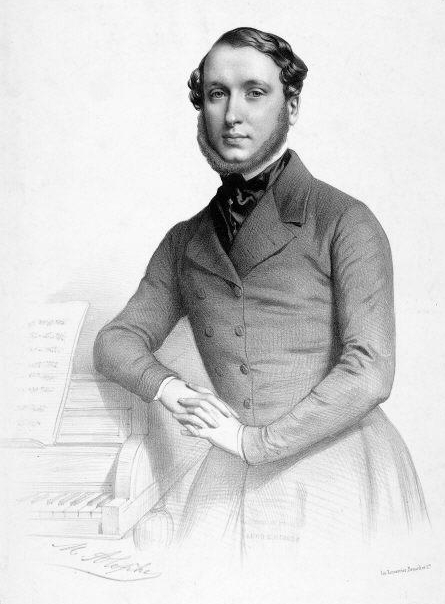
Henri Rosellen (1845), Paris, Bibliothèque nationale de France.
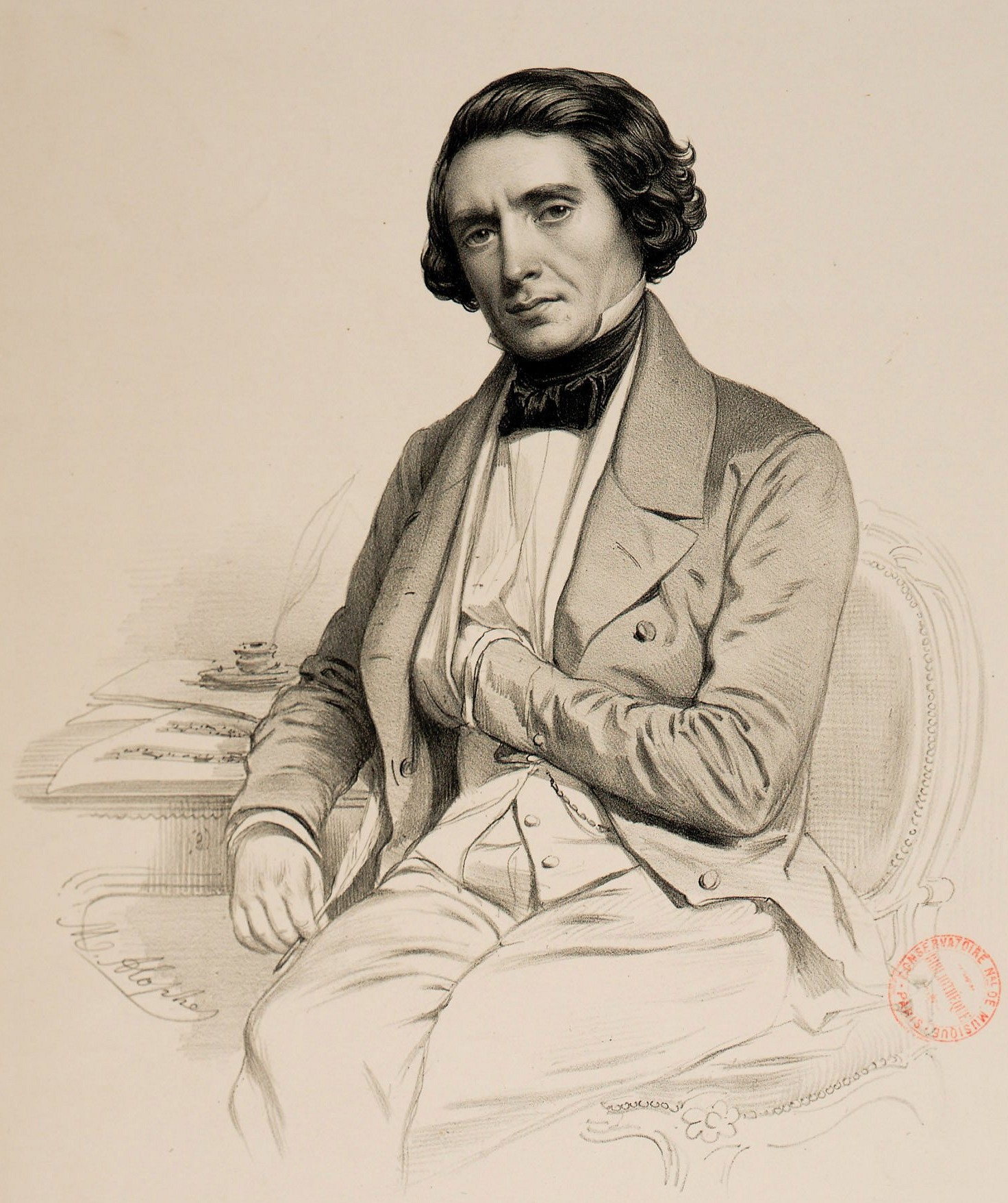
Hippolyte-Raymond Colet, Paris, Bibliothèque nationale de France.
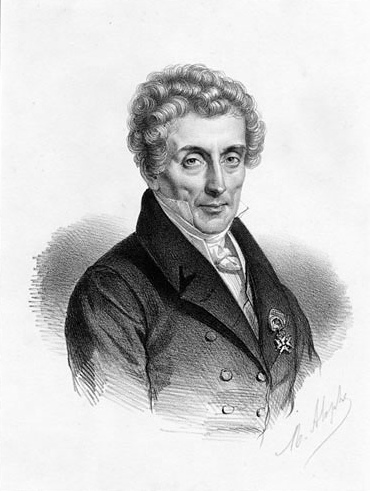
Luigi Cherubini (1839), Paris, Bibliothèque nationale de France[6].
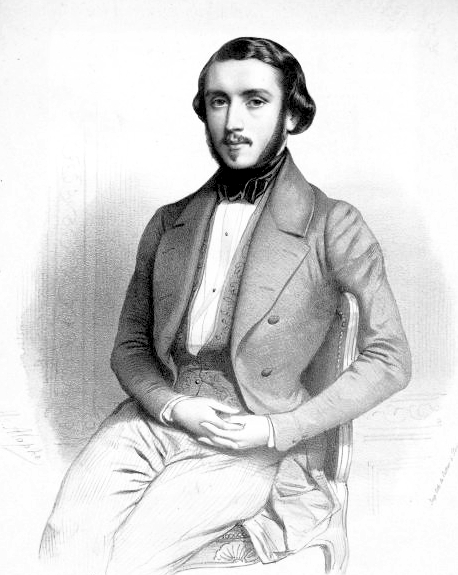
Louis J. A. Lefébure-Wély, New York, New York Public Library.

## Publications
- Le Passé, le présent et l'avenir de la photographie : manuel pratique de photographie, Paris, Dentu, 1861, 47 p.